# Bourneville-Sainte-Croix
Bourneville-Sainte-Croix ist eine französische Gemeinde mit 1.297 Einwohnern (Stand: 1. Januar 2022) im Département Eure in der Region Normandie. Sie gehört zum Arrondissement Bernay sowie zum Kanton Bourg-Achard und ist Mitglied im Gemeindeverband Roumois Seine. 

## Geografie
Bourneville-Sainte-Croix liegt etwa 50 Kilometer ostsüdöstlich von Le Havre. Umgeben wird Mesnils-sur-Iton von den Nachbargemeinden Tocqueville und Aizier im Norden, Vatteville-la-Rue im Nordosten, Étréville im Osten und Südosten, Valletot im Süden, Le Perrey im Südwesten sowie Trouville-la-Haule im Westen und Nordwesten.
Im Süden der Gemeinde befindet sich das Autobahndreieck der Autoroute A13 mit der Autoroute A131.

## Geschichte
Zum 1. Januar 2016 wurden die bis dahin eigenständigen Kommunen Bourneville und Sainte-Croix-sur-Aizier zur neuen Gemeinde (Commune nouvelle) Bourneville-Sainte-Croix zusammengeschlossen. Der Sitz dieser neu geschaffenen Gebietskörperschaft befindet sich im Ortsteil Bourneville. 

## Gliederung
| Ortsteil                        | ehemaliger INSEE-Code | Fläche (km²) | Einwohnerzahl (2016) |
| ------------------------------- | --------------------- | ------------ | -------------------- |
| Bourneville (Verwaltungssitz)00 | 27107                 | 11,01        | 987                  |
| Sainte-Croix-sur-Aizier         | 27526                 | 04,82        | 282                  |

## Sehenswürdigkeiten

### Bourneville
- Kirche Saint-Pierre
- Herrenhaus von Beaumont, Monument historique seit 1996

### Sainte-Croix-sur-Aizier
- Kirche Sainte-Croix aus dem 14. Jahrhundert mit Umbauten aus dem 16./17. Jahrhundert

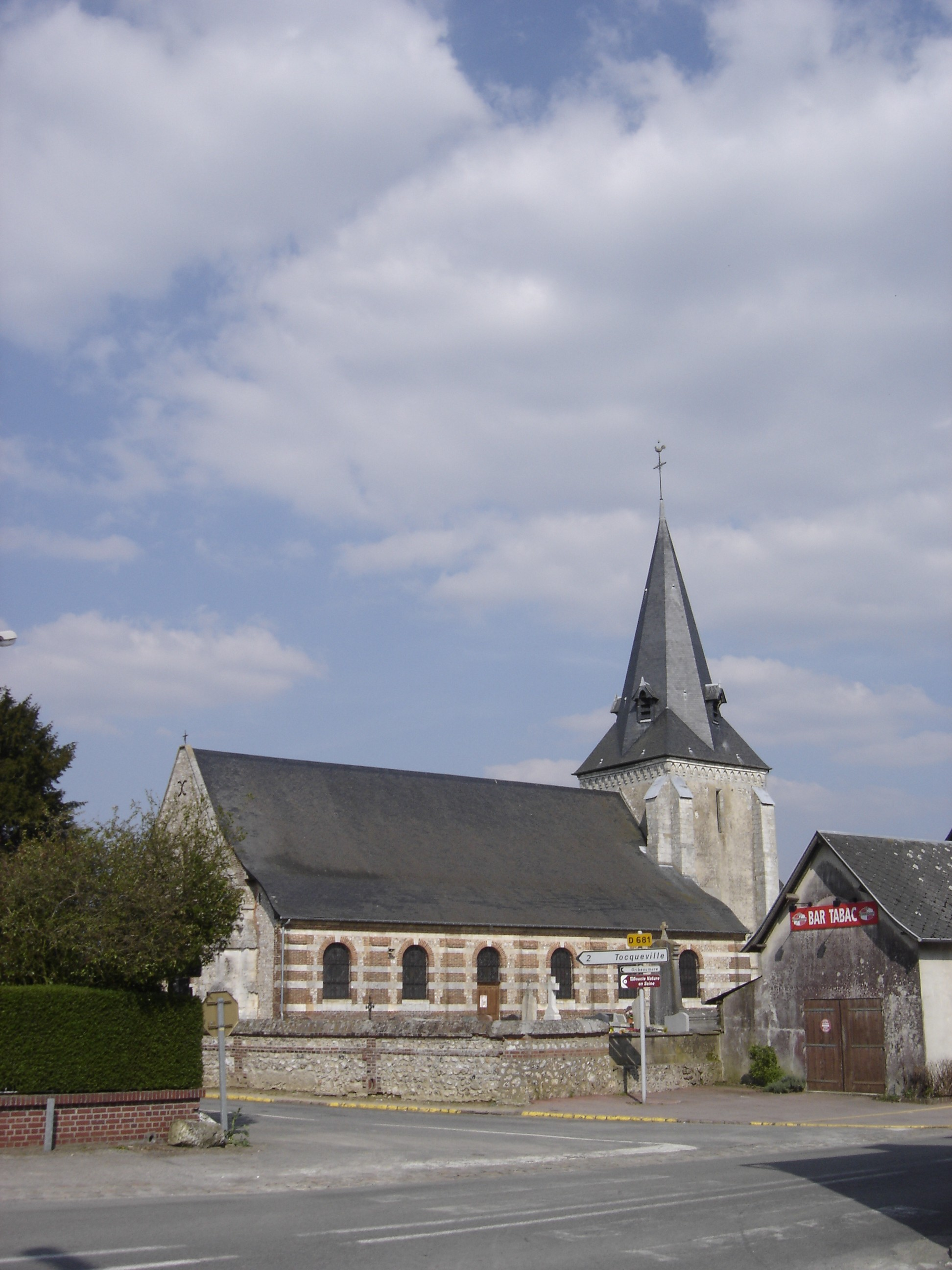
Kirche Saint-Pierre in Bourneville
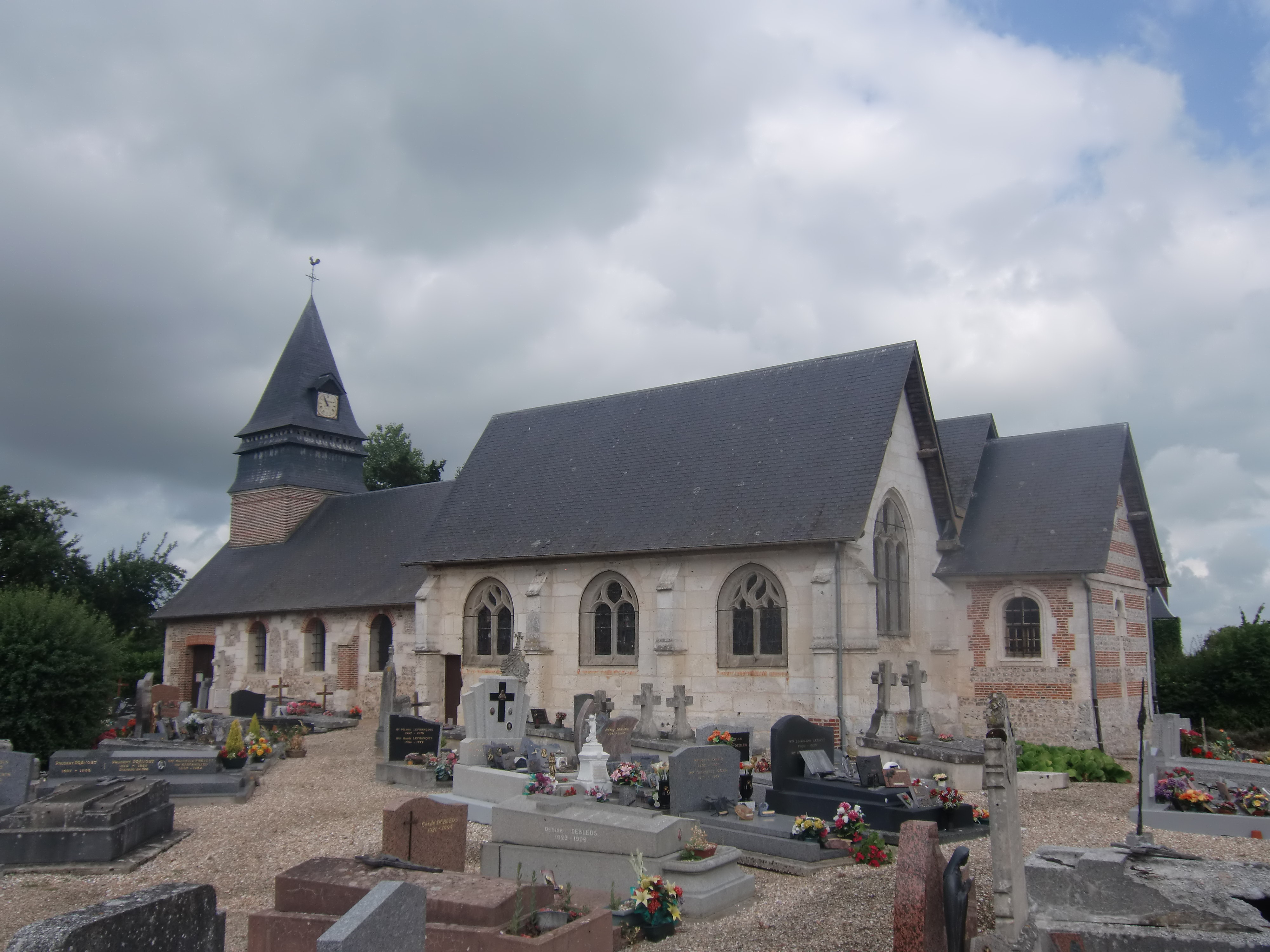
Kirche Sainte-Croix in Sainte-Croix-sur-Aizier
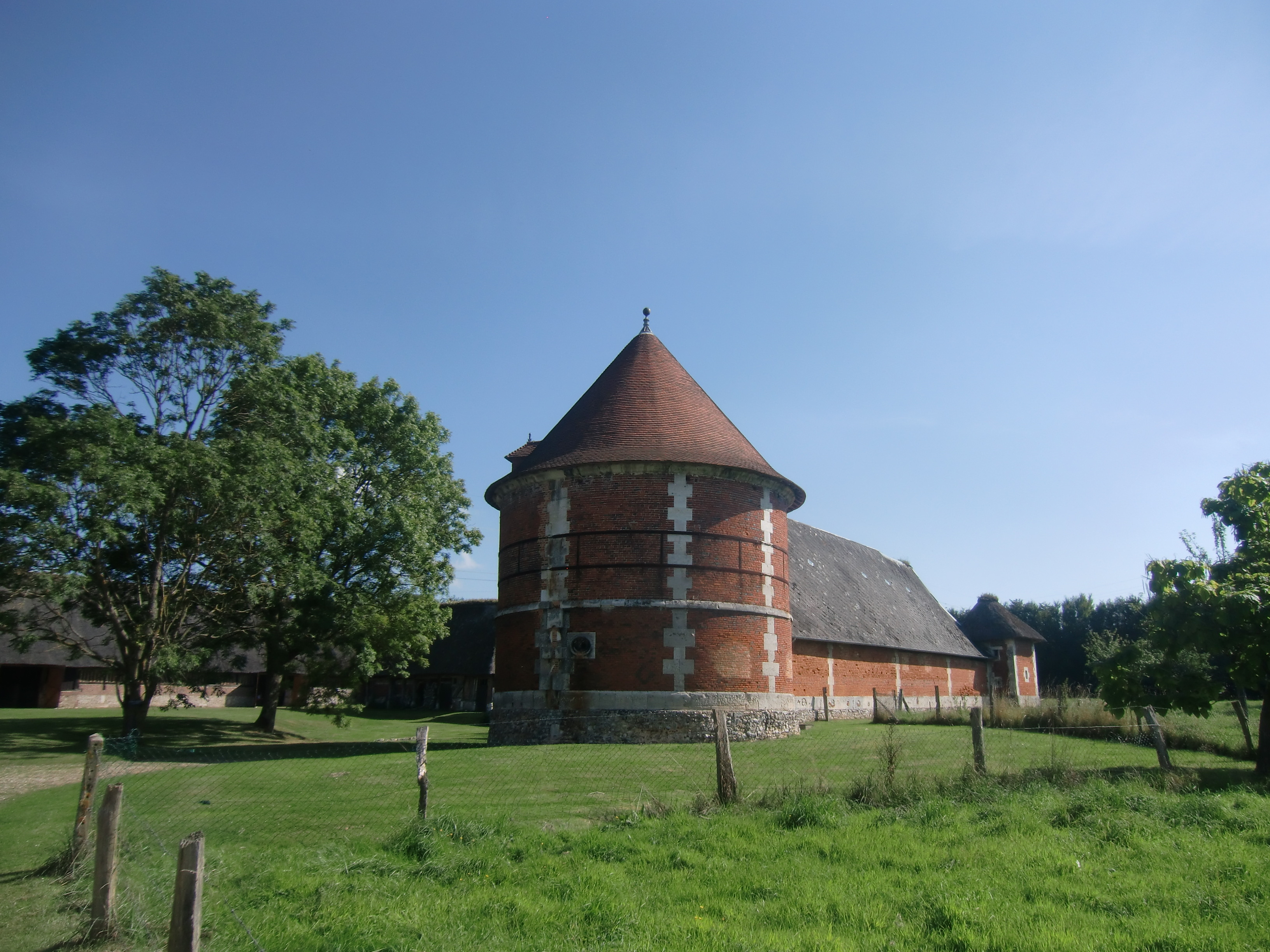
Taubenturm des Herrenhauses von Beaumont